# Fabrice Pliskin
Pour les articles homonymes, voir Pliskin.
Fabrice Pliskin, né le 27 mars 1963 à Boulogne-Billancourt, est un journaliste et écrivain français.

## Biographie
Fabrice Pliskin est né à Boulogne-Billancourt le 27 mars 1963. Après des études de lettres, il entre au service culturel du Nouvel Observateur. Il est l'auteur de plusieurs romans.

## Romans
- Monsieur météo, Paris, Éditions Flammarion, 1998, 115 p.  (ISBN 2-08-067530-3)[2]
- Toboggan, Paris, Éditions Flammarion, 2000, 475 p.  (ISBN 2-08-068108-7)[3]
- L’Agent dormant, Paris, Éditions Flammarion, 2004, 392 p.  (ISBN 2-08-068669-0)[4],[5],[6]
- Le Juif et la Métisse. Histoire d'un bourgeois de Paris, Paris, Éditions Flammarion, 2008, 315 p.  (ISBN 978-2-08-120949-7)[7],[8]
- Impasse des bébés gris, Paris, Éditions Léo Scheer, 2013, 250 p.  (ISBN 978-2-7561-0424-9)[9],[10],[11],[12]
- Une Histoire trop française, Paris, Éditions Fayard, 2017, 407 p.

## Chansons
- Dupont de Ligonnès
- Meurs baby boomer
- Masculinité toxique
- Je fraude[13]
- L’Egalité homme femme[14]
- Flexibilité[15]
- Free Fighteuse